# Coccobius flavidus
Coccobius flavidus is een vliesvleugelig insect uit de familie Aphelinidae. De wetenschappelijke naam is voor het eerst geldig gepubliceerd in 1898 door Zehntner.